# كانتون فود
كانتون فود هي إحدى الكانتونات السويسرية، عاصمته مدينة لوزان.

## المقاطعات
| الاسم            | قائممقام         |
| ---------------- | ---------------- |
| إيغل             | إيغل             |
| بروي فولي        | بايرن            |
| غرو دو فو        | إيشالان          |
| جورا نور فودوا   | يافردون ليه باين |
| لوزان            | لوزان            |
| لافو-أورون       | بورغ أون لافو    |
| مورج             | مورس             |
| نيون             | نيون             |
| غرب لوزان        | Renens           |
| ريفيرا بيي دونهو | فيفي             |

## أعلام
- أوسكار كوكوشكا
- بول هيندميث
- يوجين تشابلن
- جيسيكا فافر
- إدوارد برونر